# Emilio Botín
Emilio Botin Sanz de Sautuola y Garcia de los Rios (Santander, 1 de outubro de 1934 — Madrid, 9 de setembro de 2014) foi um banqueiro espanhol, presidente mundial do Grupo Santander, um dos maiores grupos financeiros do mundo.

## Biografia
Nascido numa família com tradição no setor bancário (seu pai e seu avô também foram presidentes do Banco Santander), foi nomeado presidente da instituição em 19 de novembro de 1986. Porém sua participação no Grupo teve início ainda em 1958.
Botín era formado em Direito e em Economia pela Universidade de Deusto, na Espanha. Foi casado com Paloma O'Shea Artiñano e foi pai de seis filhos. A sua fortuna estava estimada em 1,1 bilhão de euros.
Morreu na noite de 9 de setembro de 2014 após sofrer infarto.